# 마 레이니

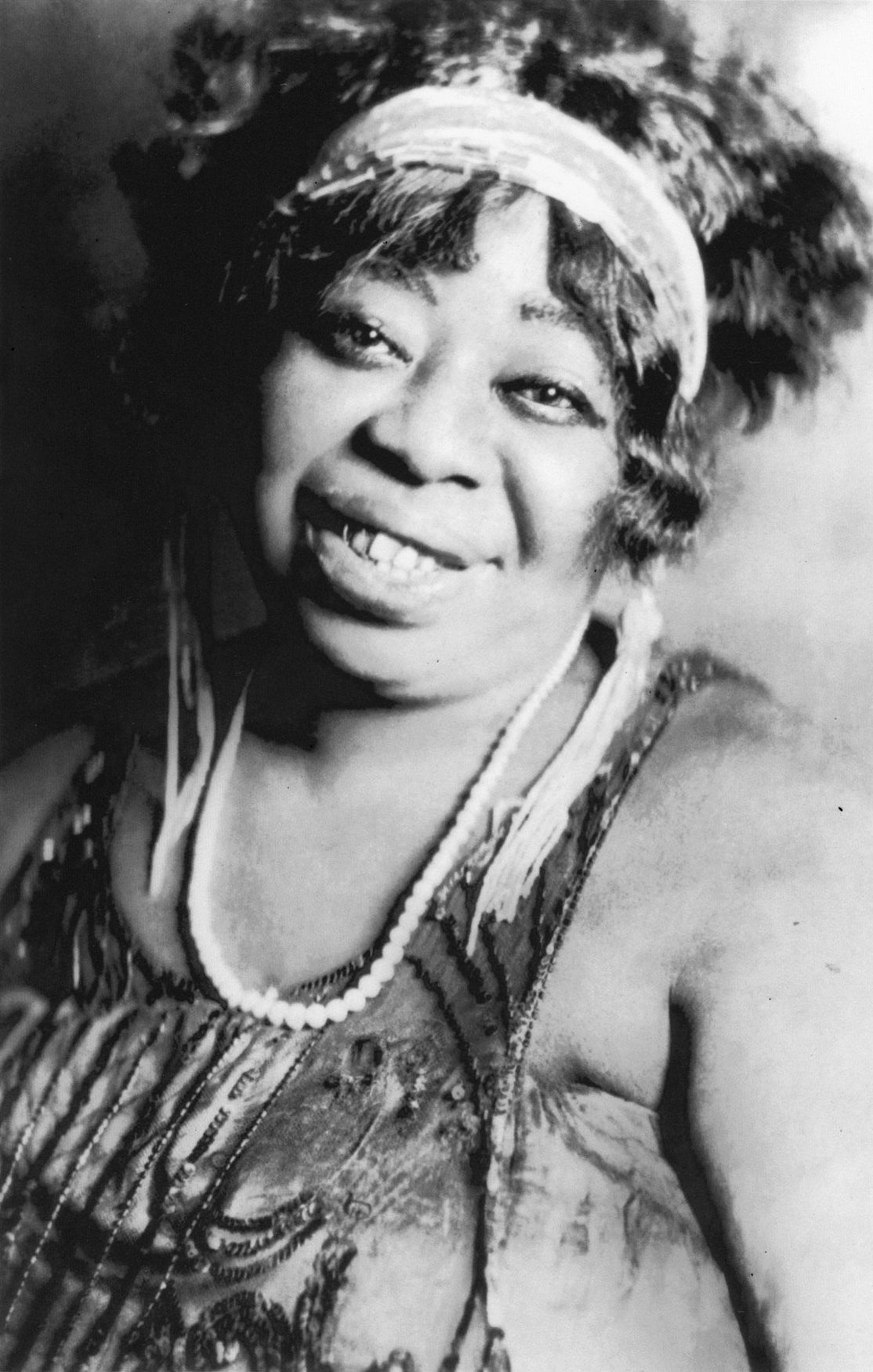

마 레이니(Ma Rainey, 1886년 4월 26일 ~ 1939년 12월 22일)는 영향력 있는 미국의 블루스 가수이자 초창기 블루스 레코딩 가수이다. 별명으로는 'Mother of Blues'로 블루스의 어머니이다.미국 남부를 중심 투어를 다녔으면 남부에서 상당한 인기를 끌었다.
여담으로 그녀의 밴드로 함께 활동하다가 밴드에서 나와 유명해진 블루스 가수 베시 스미스가 있다. 함께 투어를 다녀서 그녀들의 노래 스타일에 비슷한 부분이 있다.
루이 암스트롱과 함께 녹음했으며 조지아 재즈 밴드와 함께 투어를 하고 녹음을 했다. 1935년까지 투어를 하다가 공연에서 은퇴했다.